# 部
部是政府機構的一種，在現代通常是指政府中第一級的行政部門，如國防部、外交部等。其中文用法來自於中國古代「三省六部」制度中的「六部」。在漢字文化圈的國家或語言中，多數將此類機關稱為「部」，但日本與北韓依「三省六部」中之「三省」稱為「省」。部之最高首長稱為部長，君主制國家稱大臣，韓國稱「長官」，北韓稱「相」。
除了政府之外，企業、社團、政黨、軍隊等組織也會下設各種「部」。